# Mickey & Sylvia
Mickey & Sylvia var en amerikansk duo bildad 1956. Mickey Baker var redan innan bildandet av duon en erfaren studiogitarrist, men när han sedan sammansattes med sångaren Sylvia Robinson fick han även sjunga. Deras största hit blev "Love Is Strange" som 1957 tog sig upp på billboardlistans elfte plats. De lyckades aldrig återfå framgångarna med "Love Is Strange" och gick skilda vägar 1965.

## Medlemmar
- Mickey Baker (f. MacHouston Baker 15 oktober 1925 i Louisville, Kentucky – d. 27 november 2012 i Montastruc-la-Conseillère (nära Toulouse), Frankrike) – sång, gitarr
- Sylvia Robinson (f. Sylvia Vanderpool 6 mars 1936 i New York – d. 29 september 2011 i Secaucus, New Jersey) – sång, gitarr

## Diskografi
Album
- New Sounds (1957)
- Love Is Strange (1965)
- Do It Again (1973)

EP
- Love Is Strange (1957)
- There Oughta Be a Law (1957)

Singlar
- "Fine Love" / "Speedy Life" (1954)
- "No Good Lover" / "Walkin' in the Rain" (1956)
- "Love Is Strange" / "I'm Going Home" (1956)
- "There Oughta Be a Law" / "Dearest" (1957)
- "Love Will Make You Fail in School" / "Two Shadows on Your Window" (1957)
- "Love Is a Treasure" / "Let's Have a Picnic" (1957)
- "There'll Be No Backin' Out" / "Where Is My Honey" (1957)
- "What Would I Do" / "This Is My Story" (1958)
- "Bewildered" / "Rock and Stroll Room" (1958)
- "It's You I Love" / "True True Love" (1958)
- "To the Valley" / "Oh Yeah! Uh Huh" (1958)
- "Love Lesson" / "Love Is the Only Thing" (1959)
- "This Is My Story" / "What Would I Do" (1960)
- "Baby You're So Fine" / "Lovedrops" (1961)